# The Delta Mode
The Delta Mode ist das Pseudonym des deutschen Sängers, Songwriters und Produzenten Daniel Bernath.

## Biographie
Daniel „Danny“ Bernath entwickelte 2014 den Sound von The Delta Mode als Ausweg aus künstlerischer Stagnation seiner 2001 gegründeten, international erfolgreichen Djent Band SYQEM und den Zwang Gitarrensounds nutzen zu müssen.
Seit 2019 betreibt Bernath nach mehreren Besetzungswechseln „The Delta Mode“ alleine und veröffentlichte mehrere Songs u. a. auf renommierten Labels wie Trap Nation / Lowly.  Zudem wurde 2019 der Song ‚Dejavu‘ in der international erfolgreichen Netflix-Serie „Lucifer“ im Staffelfinale Folge 10 verwendet.  Danny a.k.a. Daniel Klaus Bernath schreibt und produziert außerdem Musik für andere bekannte Künstler wie z. B. am #1 Album Eisbrecher, Neelix, Die Heart, Frau Hansen, Vogelfrei, Mono Inc. uvm.
2021 produzierte er die Metal-Version des Liedes Saufen - morgens, mittags, abends von Ingo ohne Flamingo, welche am 22. Oktober auf Spotify veröffentlicht wurde.

## Stil
Der Stil von The Delta Mode bewegt sich zwischen melancholischem EDM, tanzbarem House und Trap Beats sowie cleanen und verzerrten Gitarrensounds.
Gepaart mit Danny’s markanter Bariton Gesangsstimme die im Wechsel mit tiefen, düsteren, gesprochenen Spoken Words Parts abwechselt. Klangliche Parallelen finden sich in seiner Metal-Band Syqem.

## Podcasts
Seit Mitte 2018 ist Danny Gründer, Autor und Comedian beim Comedy Projekt „Brotdose Kunst“ und dem zugehörigen Podcast, zu dem auch das fiktive Schlager Duo „Die Bramigos“ gehört. Zudem spricht Danny „The Delta Mode“ wöchentlich mit seinem befreundeten Musikproduzenten und Kollegen Faderhead im „Mal was anderes“ Podcast über Musik, Songwriting, Philosophie und das Musik Business.

## Diskografie
- 2015: Wake Up EP (inkl. Dejavu)
- 2017: Hey Neighbour, Check My Woofa
- 2017: Break It Down
- 2017: Lonesome Rider (Lowly Palace)
- 2018: Waves (ft. Myosotis)
- 2019: Good Vibes
- 2019: Bad Goodbye
- 2019: Bad
- 2019: Bad Guy (Billie Eilish Cover)
- 2019: I’m Sorry I Love You
- 2019: Ulysses
- 2019: Netflix : Lucifer - Dejavu
- 2020: Tattooed Boys - featuring Clio Cadence[10]
- 2020: Ghost ft. Ghost.Hi.